# Kościół św. Katarzyny Aleksandryjskiej w Opatówku
Kościół św. Katarzyny Aleksandryjskiej w Opatówku – zabytkowy drewniany kościół parafialny w Opatówku, w powiecie wrzesińskim, w województwie wielkopolskim.
Jego patronką jest św. Katarzyna Aleksandryjska z Egiptu. 
Kościół pochodzi z lat 1752-1754. Posiada niską wieżę z tego samego okresu. Wyposażenie z XVIII wieku, w większości rokokowe. Należy do niego m.in. ambona, chrzcielnica i trzy ołtarze. Najcenniejszy jest krucyfiks z XVI wieku, zlokalizowany na belce tęczowej. 
Obok kościoła stoją ceglane grobowce rodzinne. Na południowej ścianie świątyni wisi drewniana tablica, ufundowana przez parafian, a poświęcona:
- księżom zamordowanym w czasie II wojny światowej w KL Dachau - proboszczowi Ludwikowi Dąbrowskiemu i księżom Janowi Kai oraz Kazimierzowi Pausemu,
- 25 Polakom rozstrzelanym 22 maja 1941 w Małej Górce (nieopodal),
- parafianom poległym w latach 1939-1945.

Ponadto przy kościele leży głaz pamiątkowy ks. Tadeusza Dylaka (21 października 1922 - 16 grudnia 1996) - proboszcza opatówkowskiego w latach 1962-1996 oraz stoi prosta dzwonnica z masywnych dwuteowników z trzema dzwonami.

## Galeria

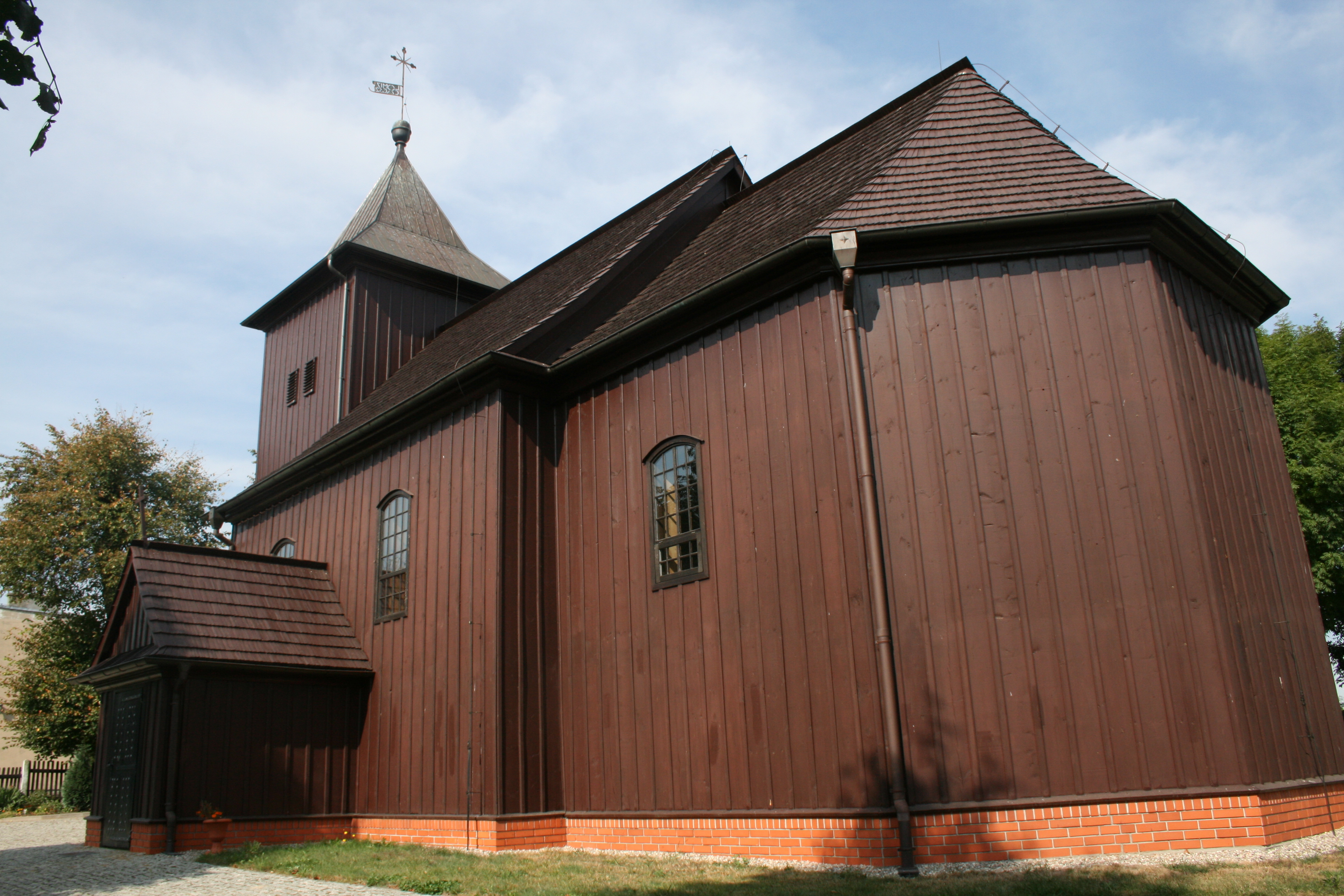
Widok na kościół od wschodu
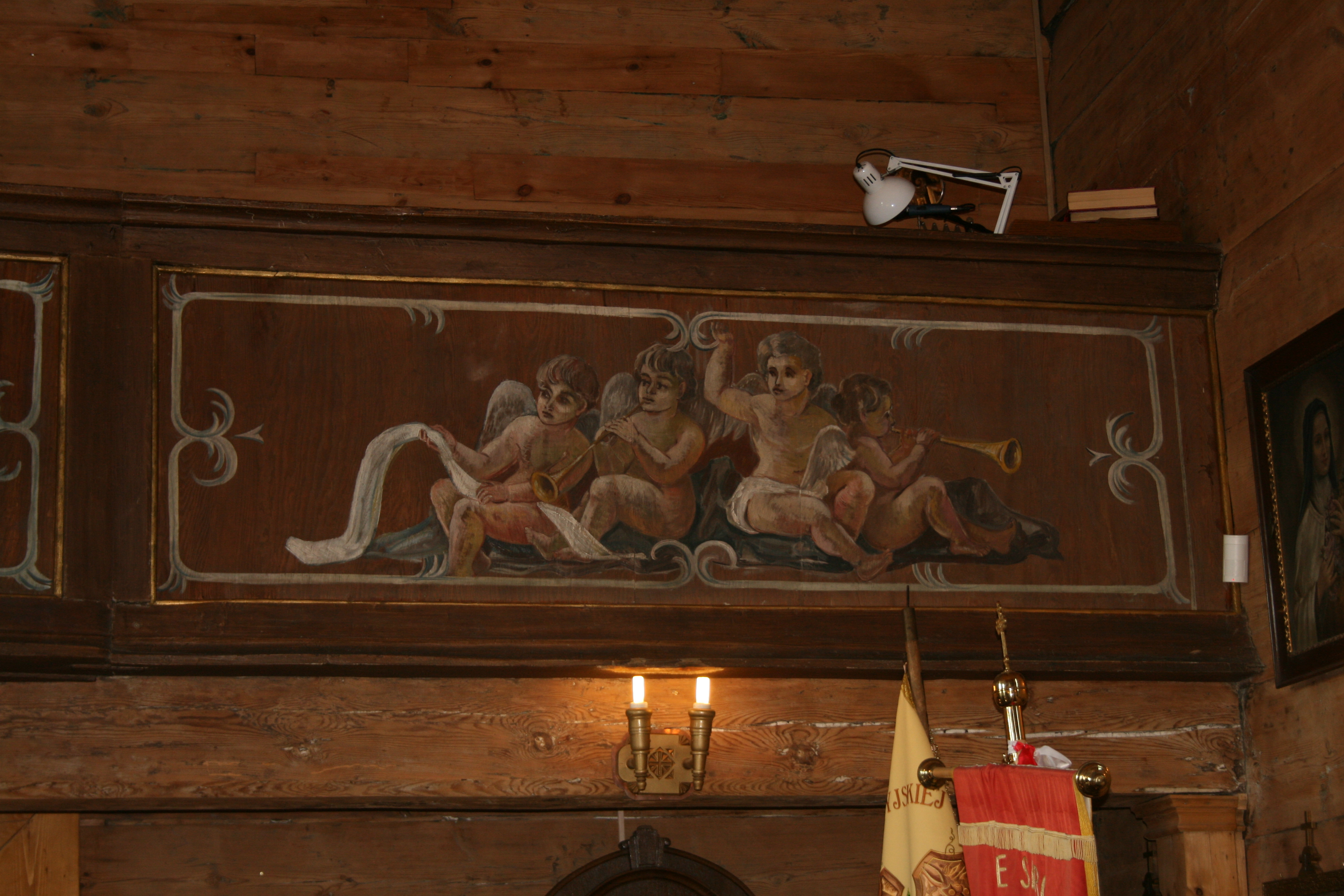
Malowidła na chórze